# Atresie

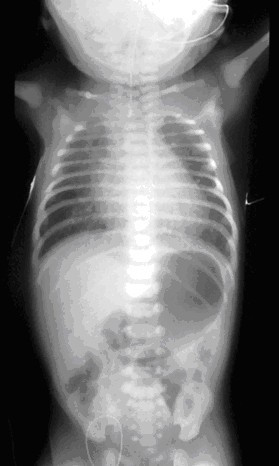
Röntgenfoto van oesophagale atresie

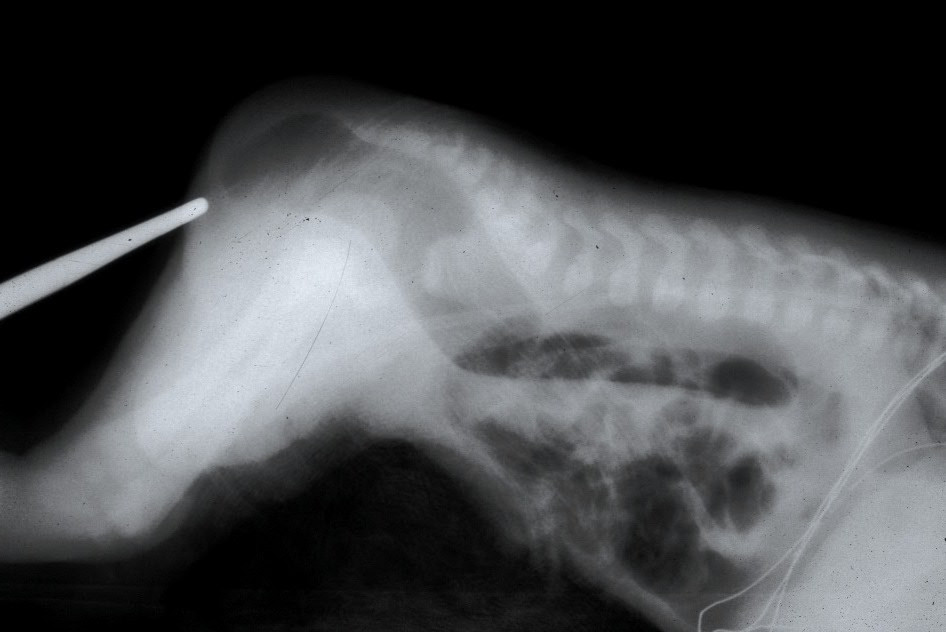
Röntgenfoto van anale atresie

De term atresie heeft twee betekenissen. 
1. Het ontbreken van een natuurlijke opening. Normaliter is dit een aangeboren aandoening die soms wel, maar soms ook niet voorkomt als onderdeel van een syndroom.
2. Afbraak. Vooral de degeneratie en resorptie van een ovariële follikel voordat deze volgroeid is.

Enkele voorbeelden van een atresie in de eerste definitie zijn:
Aortaklepatresie
Het ontbreken van de hartklep tussen de linkerkamer en de aorta.
Tricuspidalisklepatresie
Ernstige hartaandoening waarbij de klep tussen de rechterboezem en de rechterkamer niet is aangelegd. Het in het hart toekomend zuurstofarme bloed moet via een ASD naar de linkerkamer en zo terug in de lichaamscirculatie. De longcirculatie en dus het voorzien van zuurstof kan enkel gebeuren via een VSD of een open ductus Botalli.
Pulmonalisklepatresie
Het ontbreken of dichtgegroeid zijn van de hartklep tussen de rechterkamer en de Longslagader. De aandoening kan een onderdeel van de tetralogie van Fallot zijn.
Choanenatresie
Dit is een aangeboren aandoening waarbij de openingen achter in de neus gesloten zijn. Voor de geboorte zit over deze openingen een vlies. Normaal verdwijnt dit vlies en ontstaat een open verbinding tussen de neusholte en keelholte.
Slokdarmatresie
Een slokdarmafsluiting.
Anorectale malformatie
Een anusatresie.
Atresie van de uitwendige gehoorgang
Een atresie van de uitwendige gehoorgang is het ontbreken van een luchthoudende toegang tot het middenoor. Voor het betreffende oor is dan sprake van een maximaal geleidingsverlies.